# Let There Be Light (píseň)
„Let There Be Light“ je píseň britského multiinstrumentalisty Mika Oldfielda. Vydána byla jako jeho třicátý šestý singl v roce 1995 a v britské hudební hitparádě se umístila nejlépe na 51. místě.
Skladba „Let There Be Light“ pochází z Oldfieldova alba The Songs of Distant Earth, které vyšlo na konci roku 1994. Singl se skládá ze dvou samostatných disků. První z nich obsahuje kromě „Let There Be Light“ ve verzi z alba ještě tři remixy téže skladby. Na druhém disku se nachází opět varianta z alba, doplněná navíc instrumentálkou „Indian Lake“ a dalším remixem „Let There Be Light“.

## Seznam skladeb
CD 1
1. „Let There Be Light“ (Oldfield) – 4:20
2. „Let There Be Light (BT's Pure Luminescence Remix)“ (Oldfield, remix: Brain Transeau) – 13:23
3. „Let There Be Light (The Ultraviolet Mix Edit)“ (Oldfield, remix: Brain Transeau) – 10:45
4. „Let There Be Light (Hradfloor Remix)“ (Oldfield, remix: Hardfloor) – 11:19

CD 2
1. „Let There Be Light“ (Oldfield) – 4:19
2. „Indian Lake“ (Oldfield) – 3:22
3. „Let There Be Light (BT's Entropic Dub)“ (Oldfield, remix: Brain Transeau) – 14:38